# カラチ
カラチ（ウルドゥー語: کراچی カラーチー、シンド語: ڪراچي、英語: Karachi）は、パキスタン南部、アラビア海沿岸にあるパキスタン最大の都市。インダス川河口の西に位置する。シンド州の州都であり、世界有数のメガシティである。
2016年の近郊を含む都市的地域の人口は2,282万人であり、世界第7位である。また、パキスタンにおける商業・金融の中心地でもある。位置は、北緯24度48分、東経66度59分。パキスタン建国から1960年8月1日に首都機能がイスラマバードに移転するまでは、同国の首都であった。

## 歴史

### 概要
バローチスタン州やマクラーンに住んでいたバローチ人が漁村を作ったのがカラチの始まりである。バローチ人の多くが今もなお、カラチに居住しており、バローチー語ではこの都市のことを Kolachi と呼ぶ。しかしながら、カラチが現在の姿に発展するようになったのは19世紀から始まるイギリス植民地時代に、植民地支配の拠点として都市および港湾を整備したことに起因する。1947年、パキスタンが独立を達成すると、カラチはパキスタンの首都となり、インドからムスリムが多く移住した。独立直後の人口移動により、カラチは、急速に人口が拡大するとともに、パキスタンにおける政治・経済の中心として機能するようになった。カラチはインフラストラクチャーが貧弱だったこともあり、社会経済的に大きな問題に直面したが、現在では、パキスタンにおける産業・ビジネスの中心地として発展を遂げた。

### カラチの発展史
現在のカラチを中心とする地域は、古代ギリシアの時代より様々な呼ばれ方がされてきた。アレクサンドロス3世は、インド遠征からバビロニアへ帰還する際に、海路を選択しているがその頃の呼び名は、クロカラであった。8世紀には、アラブ人の間では、デバルと呼ばれた港町であり、712年に始まるムハンマド・イブン・カースィムによるインド遠征の拠点となった。
今日のカラチは、Mai Kolachiと呼ばれるシンド人の漁師が住居を構えたことから始まっており、その村は後にシンド語でKolachi-jo-Gothと呼ばれる村に成長していった。1700年代の後半になると村は、マスカットやペルシア湾と結びついていたアラビア海の地域との交易の中心地となり、マスカットからは大砲が輸入され、城塞も建築された。城塞は2つの門を持っていた。1つは、Kharra Darwaazaと呼ばれ海に面し、もう一つは、Mitta Darwaazaと呼ばれLyari Riverに面していた。
1795年、カラチは、バローチ人のタルプールの支配を受けるようになった。1799年にはイギリス人の手によって小さいながらも工場の建設が行われた。しかし、この工場はすぐに閉鎖された。1839年、イギリス東インド会社はカラチの支配に着手し、1843年には他のシンド人居住地域とともに、Charles James Napierの手によって、東インド会社の支配する領域に組み込まれることとなった。
1840年代より、カラチはシンドの首都としての機能を有することとなった。イギリスはカラチの地政学的重要性を理解しており、また、インダス川流域で生産される産品の輸出港としての機能もカラチは有していたことから、急速にカラチとその港は、発展を遂げることとなった。カラチの地方政府は、インフラストラクチャーの整備を実行に移し、新しいビジネスがカラチで勃興し、カラチの人口は増加の一途をたどった。
1857年、インド大反乱が勃発すると、カラチに駐在していた第21歩兵部隊はイギリスに対抗する形で反乱に参加した。イギリスはすぐさまカラチの鎮圧に乗り出し、これを制圧した。

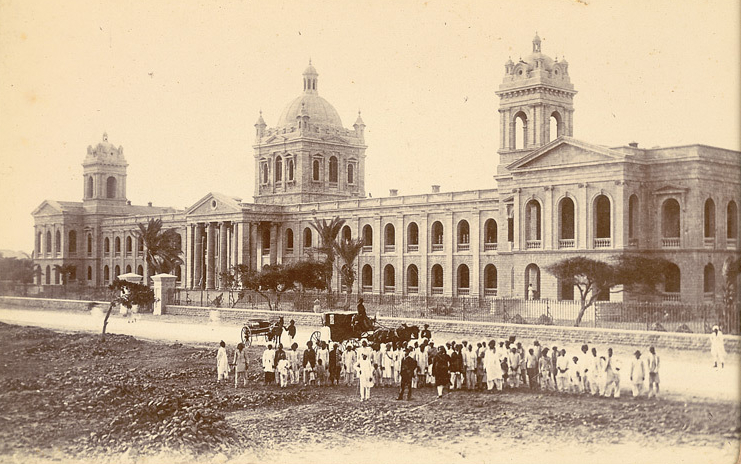
19世紀末のD.J.サイエンス・カレッジ

1864年、インドからイギリスへ最初の電信が試みられたが、その際のインド側の発信地はカラチであった。この頃アメリカで南北戦争が勃発し、イギリス本国の綿花不足を補うためパンジャーブの綿花が着目されて、綿花を輸出するためにカラチからハイデラバード対岸のコトリまで鉄道が建設された。鉄道はさらに延伸され、1878年にはカラチは現在のインドの領域と鉄道で結ばれるようになった。また、フレアホールやEmpress Marketといった公共建築が建設されると同時に、カラチの町にはキリスト教会、モスク、庁舎、市場、舗装された道路、港の整備が行われた。その結果、1899年にはカラチは、東洋世界で最大のコムギ輸出港へ変貌を遂げた。19世紀の終わりには、カラチの人口は105,000人を数え、ヒンドゥー、ムスリム、ヨーロッパ人、ユダヤ人、パールシー、イラン人、レバノン人、ゴア系（ゴアは当時ポルトガル領）の人々が住むコスモポリタンな都市へ成長した。
1947年、パキスタンが独立を達成するとカラチはパキスタンの首都となった。そのことにより、インドから多くのムスリムが移住することとなり、結果として、カラチは文化の多様性を抱える都市へと劇的に変貌を遂げた。しかし、1958年にラーワルピンディーに遷都するとカラチは長い間、経済的に停滞の時期を迎えた。
旧市街地は無秩序な開発が進み、1976年9月13日には築1年の6階建てのアパートが倒壊して約200人が死亡する事故も発生した。
さらに、1980年代から1990年代にかけて、アフガニスタンから多くの難民が流入したこともカラチの停滞に拍車をかけた（背景は「アフガニスタン紛争 (1978年-1989年)」「アフガニスタン紛争 (1989年-2001年)」参照）。ムハージルと呼ばれるインド・パキスタン分離後にカラチに流入したムスリムと、従来カラチに居住していた住民との間で、政治的に対立が生じ、暴力事件にまで発展することもあった。現在では、この対立は沈静化している。
カラチはパキスタンの経済の中心として、首都がラーワルピンディーからイスラマバードへ移った現在も君臨し続けている。パキスタンに占める国内総生産の大部分をカラチが占めている現状は変わっておらず、現在ではカラチを中心とするカラチ都市圏の人口は非公式では2千万人といわれている。また、パキスタンでは経済的に活況を呈しており、新時代への旗手的役割を担っている。2021年にはサウジアラビアが製油所建設計画地を西方のグワーダルからカラチに変更したほか、中華人民共和国も「一帯一路」を構成する中国パキスタン経済回廊（CPEC）のアラビア海側開発対象をカラチにすることを決めた。
一方で、カラチの治安は悪く、日本人が犯罪に遭ったケースもある。2013年以降、イスラーム過激派によるテロが相次いでおり、2014年6月8日にはジンナー国際空港をパキスタン・ターリバーン運動とウズベキスタン・イスラム運動が襲撃し、治安関係者や空港職員28名が殺害された。

## 地理

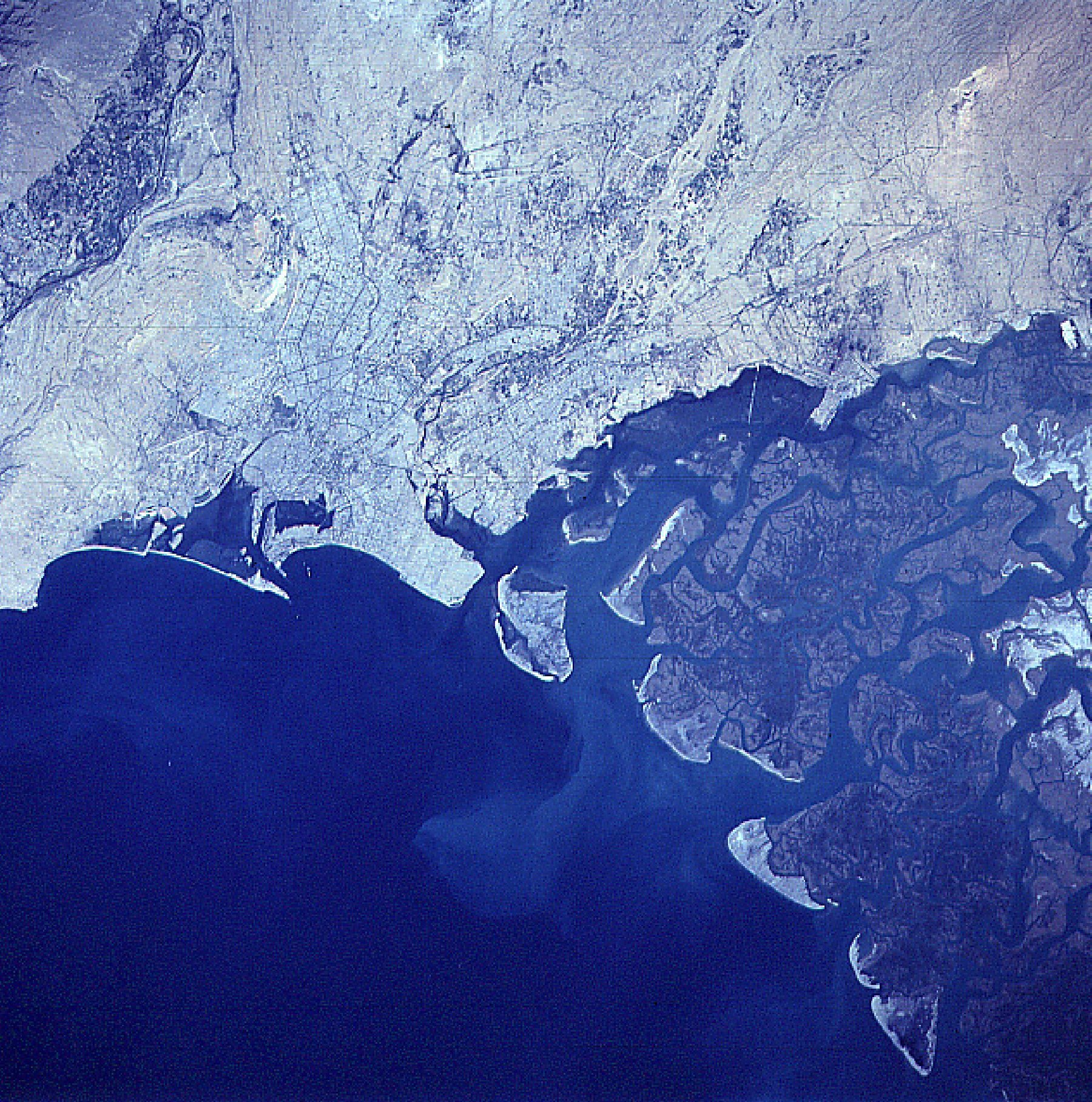
カラチの衛星写真

カラチ市はシンド州に属するが州の西端に位置し、西はバローチスターン州に接する。市の中心部の北側をリヤーリー川が、南側をマリール川が流れ、中心市街地はこの両河川の間の三角州に発達している。インダス川の河口からはやや西に位置しており、また海流が東向きに流れているためインダス川からの土砂が堆積しにくくなっている。町の南にはアラビア海が広がり、クリフトン・ビーチやマノラ・ビーチといったビーチがあって多くの市民が訪れる。中心市街地の西から南西はマノラ岬とそこから延びる陸繋砂州によって外洋から区切られ潟湖となっていて、カラチ港を風波から守られた良港としている。この潟湖に接する地点に港が置かれ、その周辺には旧市街が広がっている。旧市街から東に向かうと新市街であり、サダル地区を中心に現在のカラチの中心となっている。

## 行政
2011年、カラチ市の地区政府は東カラチ、南カラチ、中央カラチ、西カラチ、マリール地区の5つに分割され、この5地区が現在カラチ地区を形成している。市管理者はムハンマド・フセイン・サイードであり、市政長官はマタナト・アリ・カーンである。このほかに、市内にはパキスタン軍によって管理される6つの宿営地（カントンメント）が存在している。

## 気候
カラチは砂漠気候に属するが、降水量は約250mmと砂漠気候としては多い。降水量は少ないものの、海に近いため、湿度は高めである。降水は、モンスーンの影響を受ける7月から9月に集中する。また、モンスーン時には、排水設備が殆ど整備されていないため、道路が冠水する。また冠水した水も、主要道路を除いて汚水処理されないため微生物が繁殖し、感染症拡大の危険性が懸念されている。
夏になると、海から涼しい風が吹き込むため、パキスタンでは割合穏やかな気候である。モンスーンの吹く前、5月から6月にかけてが最も暑く乾燥し、乾期の終わりには熱波に襲われ、1,000人以上が死亡する厳しい環境になることがある。12月から1月にかけては冬に当たるため、やや気温が下がり、快適な気候となる。
カラチの月間降雨記録は、1967年7月の429.3mmである。一日の最高降雨記録は、1953年8月7日の278.1mmであり、このときカラチは記録的な大洪水に見舞われた。カラチの最高気温記録は1979年6月18日の47℃、最低気温記録は1934年1月21日の0.0℃である。
| カラチの気候                        | カラチの気候 | カラチの気候 | カラチの気候 | カラチの気候 | カラチの気候 | カラチの気候 | カラチの気候 | カラチの気候 | カラチの気候 | カラチの気候 | カラチの気候 | カラチの気候 | カラチの気候 |
| 月                                  | 1月          | 2月          | 3月          | 4月          | 5月          | 6月          | 7月          | 8月          | 9月          | 10月         | 11月         | 12月         | 年           |
| ----------------------------------- | ------------ | ------------ | ------------ | ------------ | ------------ | ------------ | ------------ | ------------ | ------------ | ------------ | ------------ | ------------ | ------------ |
| 最高気温記録 °C （°F）              | 32.8 (91)    | 36.1 (97)    | 41.5 (106.7) | 44.4 (111.9) | 47.8 (118)   | 47.0 (116.6) | 42.2 (108)   | 41.7 (107.1) | 42.8 (109)   | 43.3 (109.9) | 38.5 (101.3) | 34.5 (94.1)  | 47.8 (118)   |
| 平均最高気温 °C （°F）              | 25.6 (78.1)  | 26.4 (79.5)  | 28.8 (83.8)  | 30.6 (87.1)  | 32.3 (90.1)  | 33.3 (91.9)  | 32.2 (90)    | 30.8 (87.4)  | 30.7 (87.3)  | 31.6 (88.9)  | 30.5 (86.9)  | 27.3 (81.1)  | 30.0 (86)    |
| 平均最低気温 °C （°F）              | 14.1 (57.4)  | 15.9 (60.6)  | 20.3 (68.5)  | 23.7 (74.7)  | 26.1 (79)    | 27.9 (82.2)  | 27.4 (81.3)  | 26.2 (79.2)  | 25.3 (77.5)  | 23.5 (74.3)  | 20.0 (68)    | 15.7 (60.3)  | 22.2 (72)    |
| 最低気温記録 °C （°F）              | 0.0 (32)     | 3.3 (37.9)   | 7.0 (44.6)   | 12.2 (54)    | 17.7 (63.9)  | 22.1 (71.8)  | 22.2 (72)    | 20.0 (68)    | 18.0 (64.4)  | 10.0 (50)    | 6.1 (43)     | 1.3 (34.3)   | 0.0 (32)     |
| 雨量 mm （inch）                    | 3.6 (0.142)  | 6.4 (0.252)  | 8.3 (0.327)  | 4.9 (0.193)  | 0 (0)        | 3.9 (0.154)  | 66.4 (2.614) | 44.8 (1.764) | 22.8 (0.898) | 0.3 (0.012)  | 1.7 (0.067)  | 4.5 (0.177)  | 167.6 (6.6)  |
| 出典1：HKO (normals, 1962–1987)     |              |              |              |              |              |              |              |              |              |              |              |              |              |
| 出典2：PakMet (extremes, 1931–2008) |              |              |              |              |              |              |              |              |              |              |              |              |              |

## 経済

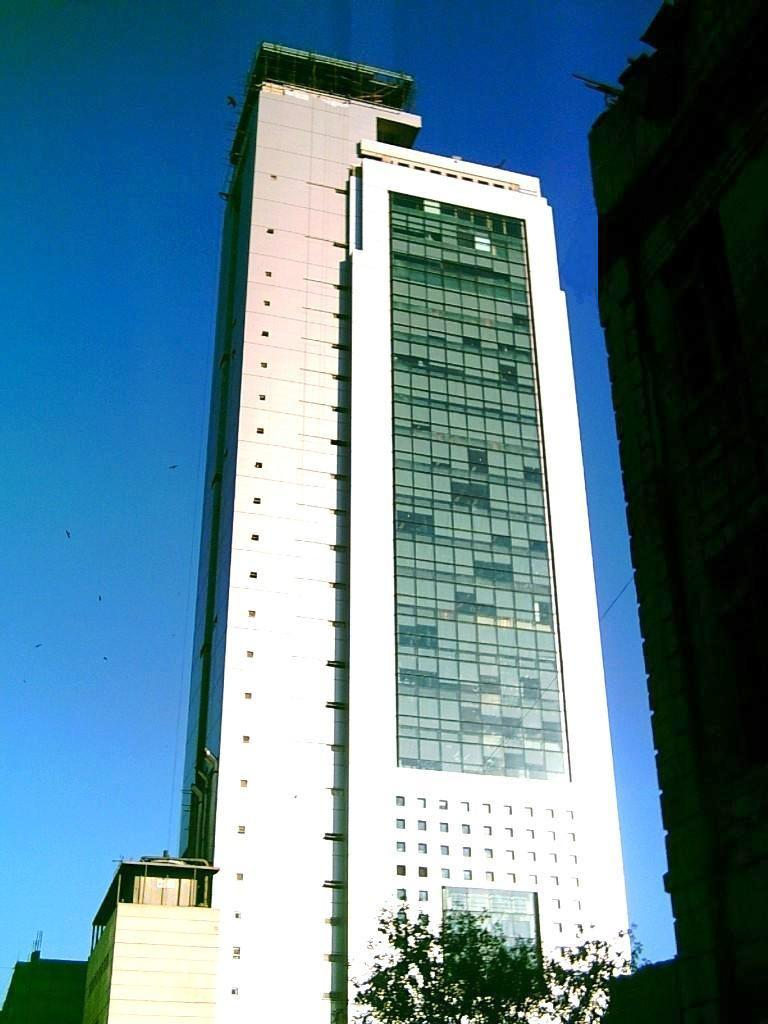
MCBタワー（MCB銀行本社ビル）

カラチはパキスタンの経済・金融の中心都市である。パキスタン最大の都市と唯一の主要港としての地位にあるこの都市は、パキスタンの歳入のかなりの部分を占めている。パキスタン連邦歳入庁によると、カラチはパキスタン全体の直接税の46.75%、連邦消費税の33.65%、国内売上税の23.38%を占めている。また、関税の75.14%、輸入売上税の79%はカラチからのものである。したがって、カラチからの税収は連邦歳入庁の集める税金全体の53.38%を占め、そのうち53.33%が関税および輸入売上税である。（ただしカラチからの税収には、カラチやハイデラバード、スックル、クエッタ、シンド州およびバローチスターン州をカバーするカラチ地方税務署および大規模税ユニットからの税収を含む）。カラチの住民からの税収はおよそ25%程度である。
パキスタンの製造業のうちカラチの占める割合はおおよそ30%である。シンド州の域内総生産（GDP）のかなりの部分はカラチに負うものである。シンド州のGDPはパキスタン全体の28%から30%を占め、カラチのGDPはパキスタンのおよそ20%を占めている。プライスウォーターハウスクーパースは、2008年のカラチのGDPを780億ドルと推定した。2025年には年平均5.5%の成長率で1930億ドルになると推定している。なお、パキスタンではカラチに次ぐ大都市とされるラホールおよびファイサラーバードの2008年のGDPはそれぞれ400億ドルと140億ドルとなっている。
カラチの高いGDPは金融セクターに大きく依存している。世界銀行は2007年2月にパキスタンで最も企業活動がしやすい都市としてカラチを選んだ。
一方、繊維産業、セメント、鉄鋼、重機製造、化学工業、食品産業、銀行、保険もカラチの主な産業となっている。
自動車では1982年、日本のスズキが合弁企業、パック・スズキ・モーターを設立し、カラチ郊外の工業団地で自動車の生産販売に乗り出した。2020年代では、パキスタン最大の自動車会社に成長している。また、トヨタ自動車は1989年にカラチ市内で合弁企業、インダス・モーターを設立。1993年からトヨタ・カローラなどの生産を始めている。
カラチはパキスタン経済の中枢であるが、政治的無秩序によって引き起こされた経済の停滞や1980年代と1990年代後半に起こった民族紛争や軍事作戦は、カラチからの企業の流出を引き起こした。パキスタンの政府系および民間銀行のほとんどはI.I.Chundrigar通りに本部を置いており、2001年にはパキスタンのキャッシュフローの60%がこの通りで行われていた。多国籍企業のパキスタン本部もほぼカラチに置かれている。カラチ証券取引所は、パキスタン最大の証券取引所であり、この証券取引所が2005年以降のパキスタンの8%成長に果たした役割は大きいと多くの経済学者は考えている。パキスタンの中央銀行であるパキスタン国立銀行は、カラチに本店を置いている。

## 人口統計
カラチの人口は、直近150年間で劇的に変貌を遂げた。非公式ではカラチの人口は2000万人に到達したとされる。1947年でのカラチの人口は40万人程度であった。カラチの人口は年率5%の増加を続けており、この増加数には、パキスタン各地からカラチへ出稼ぎに出てくる労働者の数も含んでいる。
カラチの歴史と関連するが、1947年以前のカラチには、パールシー、ユダヤ人、ヒンドゥー教徒、キリスト教徒、バローチ人、グジャラート人とシンド人が居住していた。しかし、パキスタンの分離独立により、多くのヒンドゥーがカラチを離れ、それに代わる形でインドから多くのウルドゥー語話者ムスリムが移住した。彼らをムハージルと呼ぶ。ムハージルは、インド各地からカラチへやってきたため、それぞれの故郷の文化、料理をもたらした。現在ではムハージルの存在がカラチのコスモポリタン性に彩を添えている。
一方で、ムハージルと土着のシンド人との関係は良好とは言えず、しばしば衝突が起こっている。カラチはシンド州に属する都市だが、1960年代の推計ではカラチ人口におけるシンド人の割合は20%にすぎず、人口の6割以上はムハージルが占めていたとされる。1960年代からシンド人の民族主義が高揚する一方、それに対抗する形で1970年代からムハージルの地位向上を目指す民族運動が盛んになり、1984年にはカラチでムハージルの民族政党であるムハージル民族運動 (Muhajir Quami Movement 、MQM) がアルターフ・フセインによって結成された。ムハージル民族運動はカラチを地盤として勢力を伸ばしたが、1992年には2派に分裂し、1997年にはアルターフ・フセイン派が党名を統一民族運動 (Muttahida Qaumi Movement、MQM) と変更した。
1979年、ソ連によるアフガニスタン侵攻が勃発した。この侵攻を契機に多くのアフガン難民がカラチにも殺到した。彼らはカラチに定住し、その人口は100万人以上と推計される。また、アフガニスタンからの難民は様々な民族から構成されている。具体的には、パシュトゥーン人、タジク人、ハザーラ人、ウズベク人、トルクメン人である。
カラチには、それ以外にも多くの民族が居住している。例えば、アラブ人、イラン人、フィリピン人、ミャンマーの軍事政権下から逃れてきたロヒンギャ人、ボスニア人、アルバニア人、ポーランド人、レバノン人、アルメニア人、ベンガル人であり、また、アフリカから移住してきた人々も居住している。
宗教的にはイスラム教徒が圧倒的に多く、1998年の国勢調査では、カラチ市民の96.45%がイスラム教徒であり、ついでキリスト教（2.42%）、ヒンドゥー教(0.86%)、アフマディーヤ（0.17%）、その他宗教（バハイ教、シーク教、ゾロアスター教、ユダヤ教、仏教）が0.10%となっている。
言語的には、1998年の国勢調査ではウルドゥー語人口が62.52%で過半数を占め、ついでパンジャブ語13.94%、シンド語7.22%、パシュトゥーン語5.42%、バローチー語4.34%、サライキ語2.11%、その他12.4%となっている。その他言語の話者にはグジャラート語、ペルシア語、アラビア語、ベンガル語、コワール語、ブルシャスキー語、ブラーフーイー語などがある。

## 交通

### 航空便
カラチの空港としては、市街の東部に位置するジンナー国際空港（カーイデ・アーザム国際空港）がある。パキスタンのフラッグキャリアであるパキスタン国際航空はカラチに本社を置き、ジンナー国際空港をハブ空港としている。「対テロ戦争」において、アメリカ合衆国およびその同盟軍は、この空港を戦略的兵站拠点として用いた。1970年代初頭までは南回りヨーロッパ線の主要経由空港としてアジアとヨーロッパを結ぶ世界の重要空港であった。
このほか、町から離れた場所に2ヶ所の飛行場がある。

### 海運
カラチ港はパキスタン最大の港であり、パキスタン建国以後は国内唯一の輸出港として重要性を増した。カラチ港の混雑を緩和するため、1970年代末にはカラチ港の東35km、カラチ市域の東端にカシム港が開港し、パキスタン第2の港となった。しかし、この両港ともにカラチ市に属するため、カラチにパキスタンの海運のほとんどが集中している状況には変わりない。
カラチ港については定期旅客航路はない。しかし近場の島、パキスタン風ビーチにアクセスする近距離船は、日中ならば複数航行している。

### 鉄道
カラチは鉄道により、国内の他の地域と結ばれている。カラチ・シティ (Karachi City) とカラチ・カントンメント (Karachi Cantonment) の二つが主要な駅である。特に、カラチ・カントンメント駅は、市中心街の南に位置し、パキスタン国鉄一のハブ駅で、ここからパキスタン各地の主要都市へ、毎日列車が発着する。また、カラチ都市交通公社が運行する全長44kmの環状線があるが、朝夕の限られた時間に限られた本数しか走行していないため、実用性は低い。この環状線を活性化させ、近代的な大量輸送システムに変換する計画がパキスタン政府によって承認された。このプロジェクトの総工費は1600億円であり、日本政府の政府開発援助（ODA）によって2013年度に完成予定である。

### キンキラバス
現在、カラチにおける主な大量輸送機関はきらびやかに装飾された、その名も「キンキラバス」である。この名は現地の日本人による通称であり、現地人は「マツダ」と呼んでいる。これは、マツダのバスをベースに改造されたもののためである。約1万台のキンキラバスがあるが、それをもってしてもラッシュ時の輸送量をさばききれていない。中でも、カラチ中心部のサダル地区「エンプレスマーケット」前のキンキラバス渋滞は凄まじい。

## 教育・文化

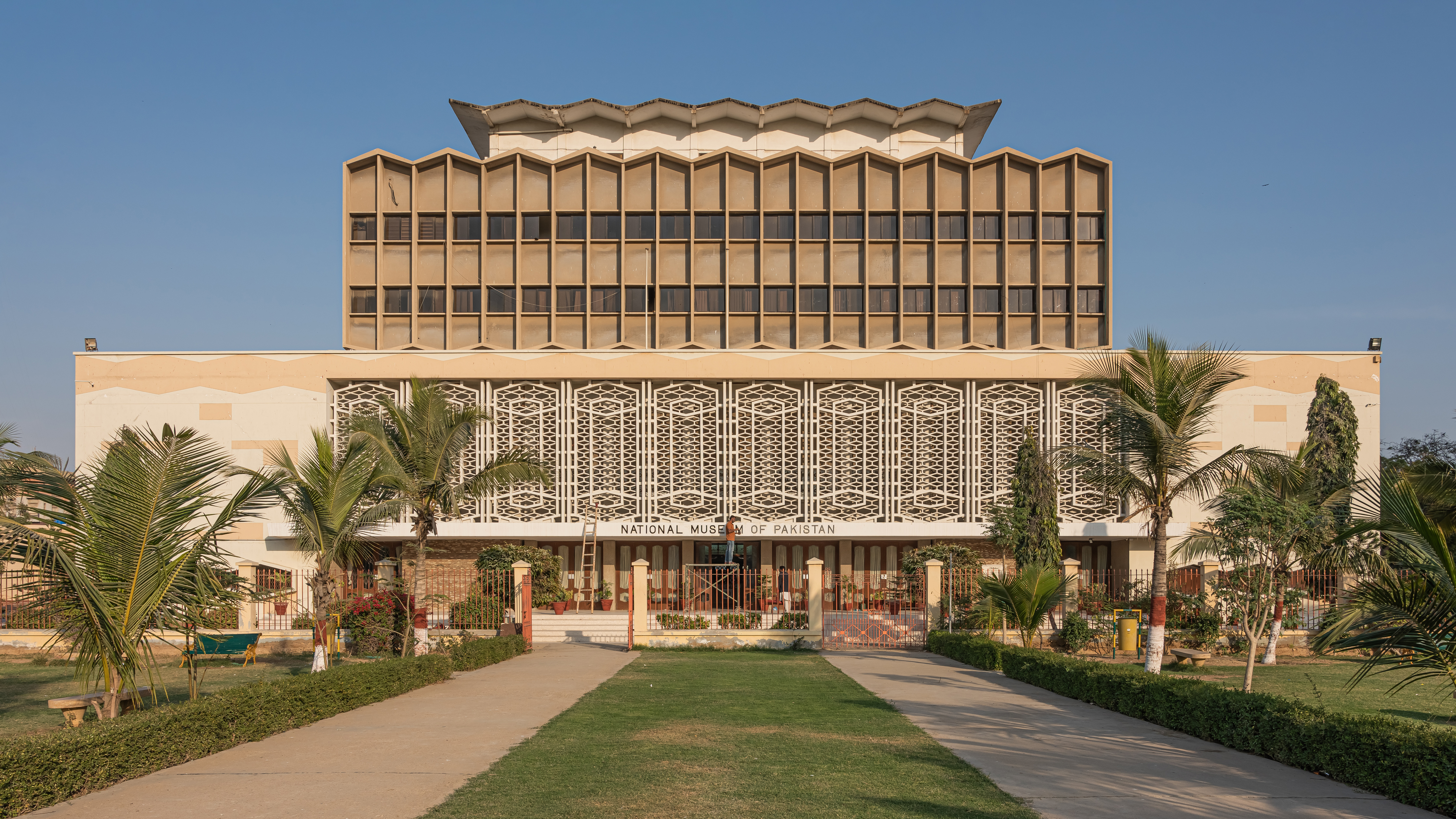
パキスタン国立博物館

カラチには1951年に設立された市街東部のカラチ大学をはじめ、いくつかの大学がある。また、パキスタン国立博物館がバーンズ・ガーデンにある。
カラチにはパキスタンで最も古い英字紙である『ドーン』紙やパキスタン建国以前に創刊された大手ウルドゥー語紙である『ジャング』紙など、多くの新聞社が存在している。
カラチで最も人気のあるスポーツはクリケットであり、市内中心部に位置する国立競技場は、カラチ唯一の世界レベルのクリケットスタジアムであり、パキスタン国内でもラホールのガダフィ・スタジアムに次いで2番目に大きな競技場である。
カラチのプロスポーツチーム
| 名称                 | 所属リーグ                 | ジャンル   | Venue                    | 設立 |
| -------------------- | -------------------------- | ---------- | ------------------------ | ---- |
| カラチ・ドルフィンズ | Faysal Bank T20 Cup        | クリケット | カラチ国立競技場         | 2004 |
| カラチ・ゼブラズ     | Faysal Bank T20 Cup        | クリケット | カラチ国立競技場         | 2004 |
| Karachi Energy       | Geo Super Football League  | サッカー   | Peoples Football Stadium | 2007 |
| カラチ HBL FC        | パキスタン・プレミアリーグ | サッカー   | Peoples Football Stadium | 1975 |

## 出身人物
- アーガー・ハーン3世 (ニザール派イマーム)
- ワジム・アクラム (クリケット選手)
- シャヒド・アフリディ（英語版） (クリケット選手)
- アブドゥル・サッタル・イーディ (社会運動家)
- ルビン・オコティエ (サッカー選手)
- ジャハーンギール・カーン (スカッシュ選手)
- アースィフ・アリー・ザルダーリー (パキスタン第11代大統領)
- アーフィア・シディキ（英語版） (神経学者)
- フセイン・シャー (ボクサー)
- ムハンマド・アリー・ジンナー (パキスタン初代総督)
- ベーナズィール・ブットー (パキスタン第11代、16代首相)
- イマン・ヴェラーニ (女優)
- シャバズ・シャリフ (パキスタン第23代首相)

## 姉妹都市
| - 上海市（中華人民共和国、1984年2月15日締結） - ポートルイス（モーリシャス、2007年5月1日締結） - ジッダ（サウジアラビア） - 香港 - タシケント, ウズベキスタン - イスタンブール, トルコ - ベイルート, レバノン - ダッカ, バングラデシュ | - イズミル, トルコ, 1985年締結 - ヒューストン, アメリカ合衆国、 2008年5月8日締結 - マナーマ, バーレーン - プリシュティナ, コソボ 、2008年7月24日締結 - ドバイ, アラブ首長国連邦 - クアラルンプール, マレーシア、2008年6月1日締結 - モスクワ, ロシア、2011年8月28日締結 - アルマトイ, カザフスタン |

## ギャラリー

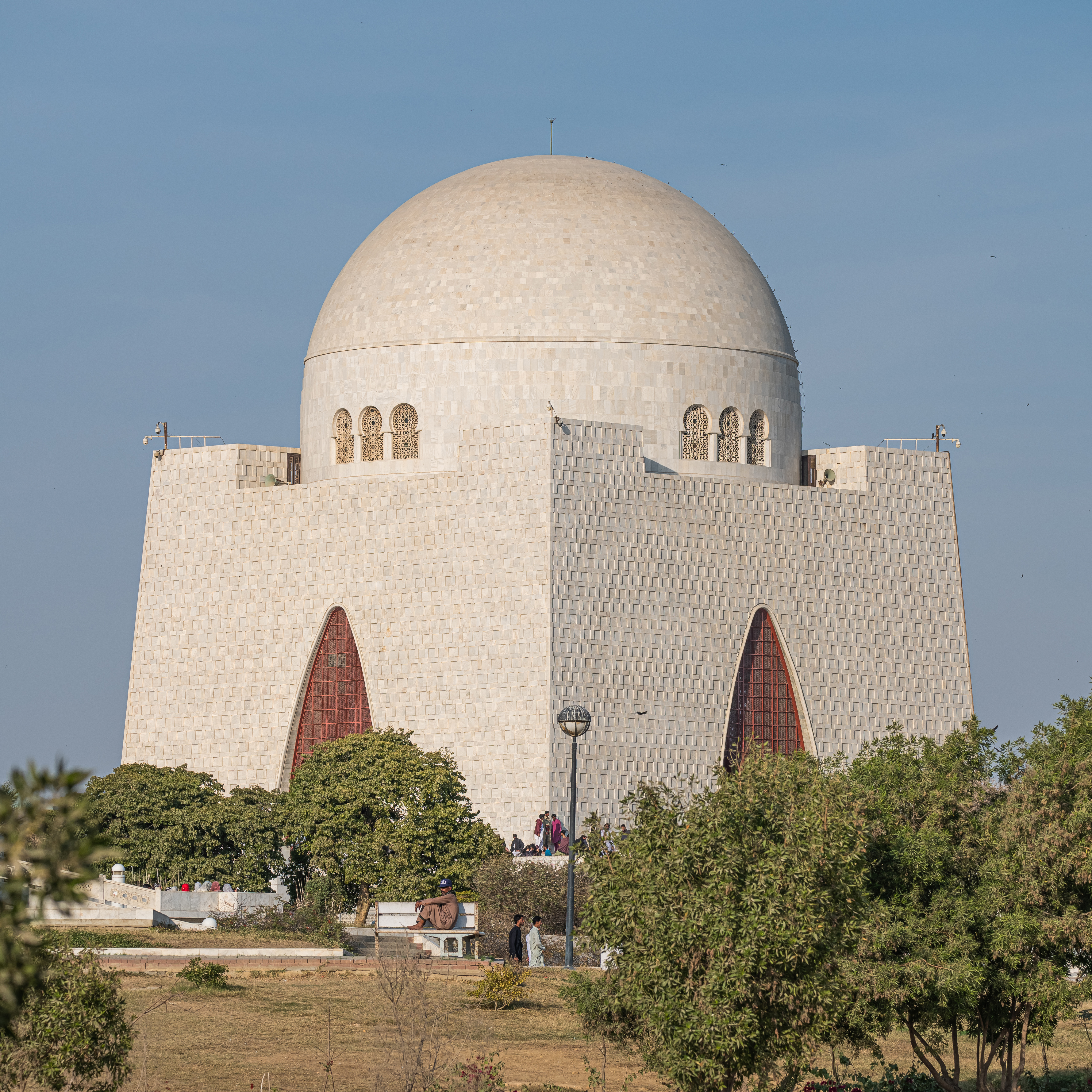
ジンナー廟
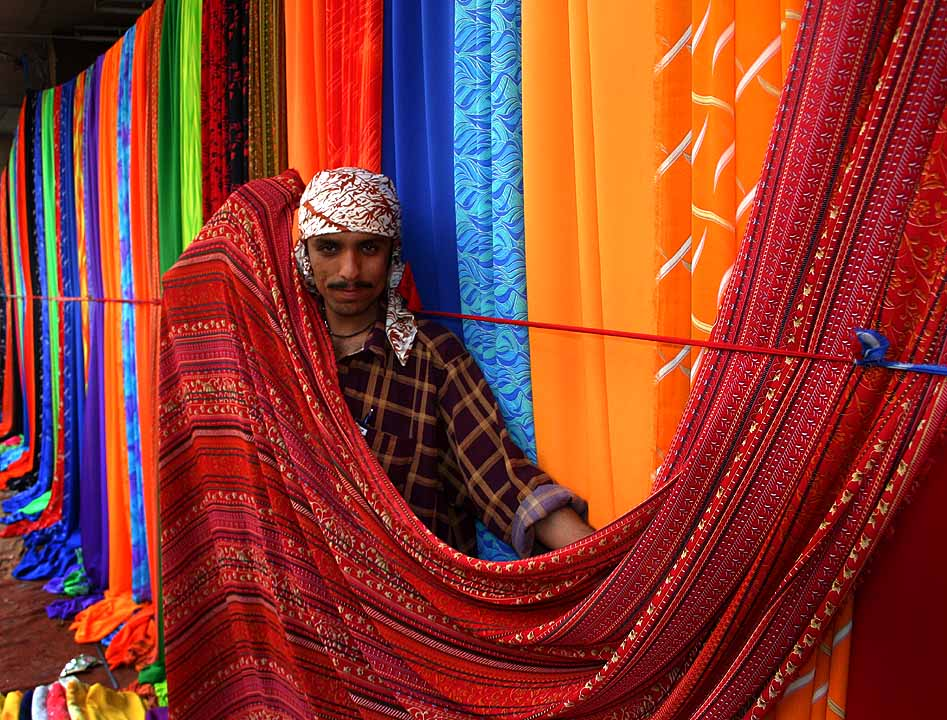
カラチの織物市場
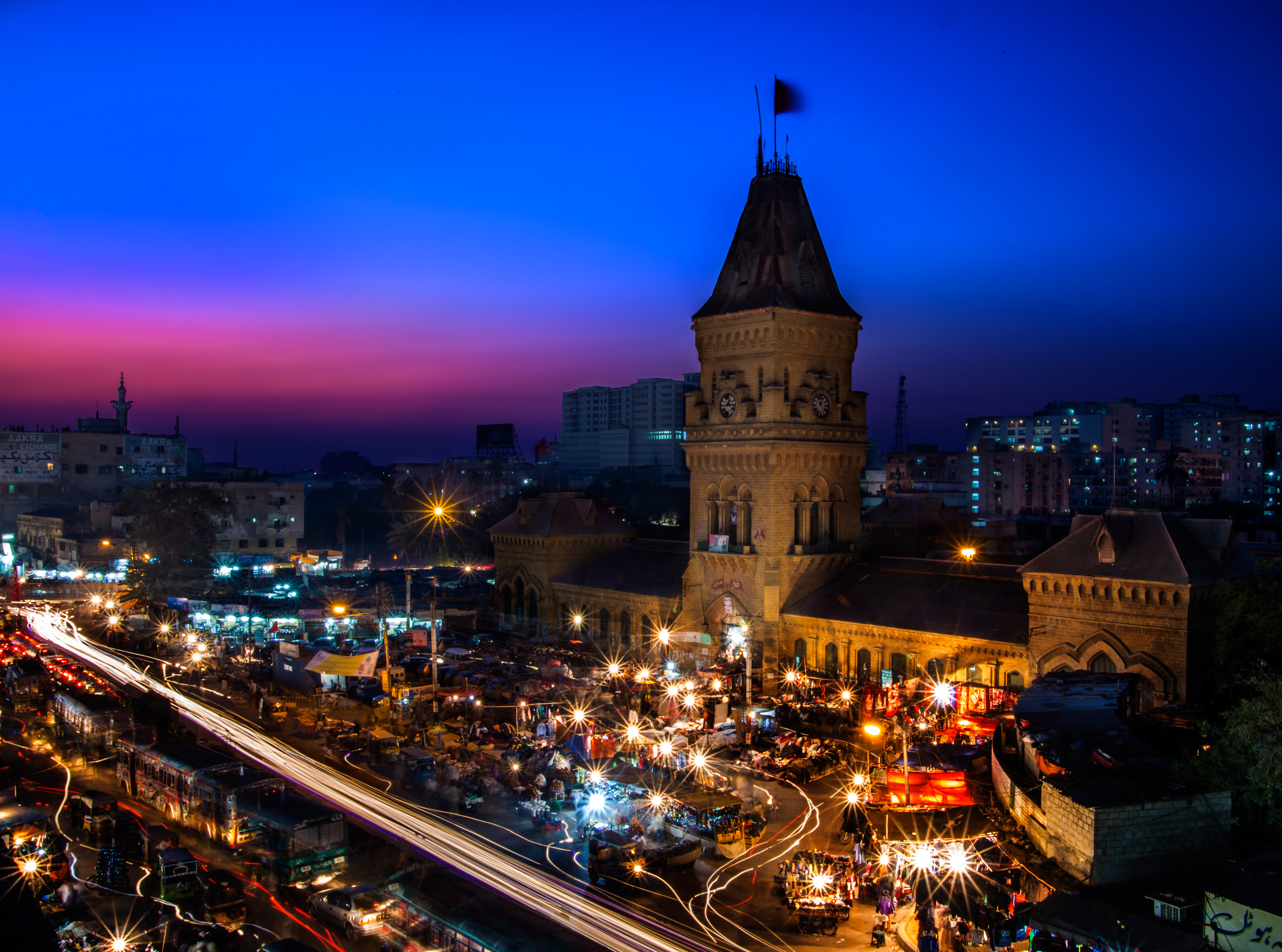
エンプレスマーケットの夕景
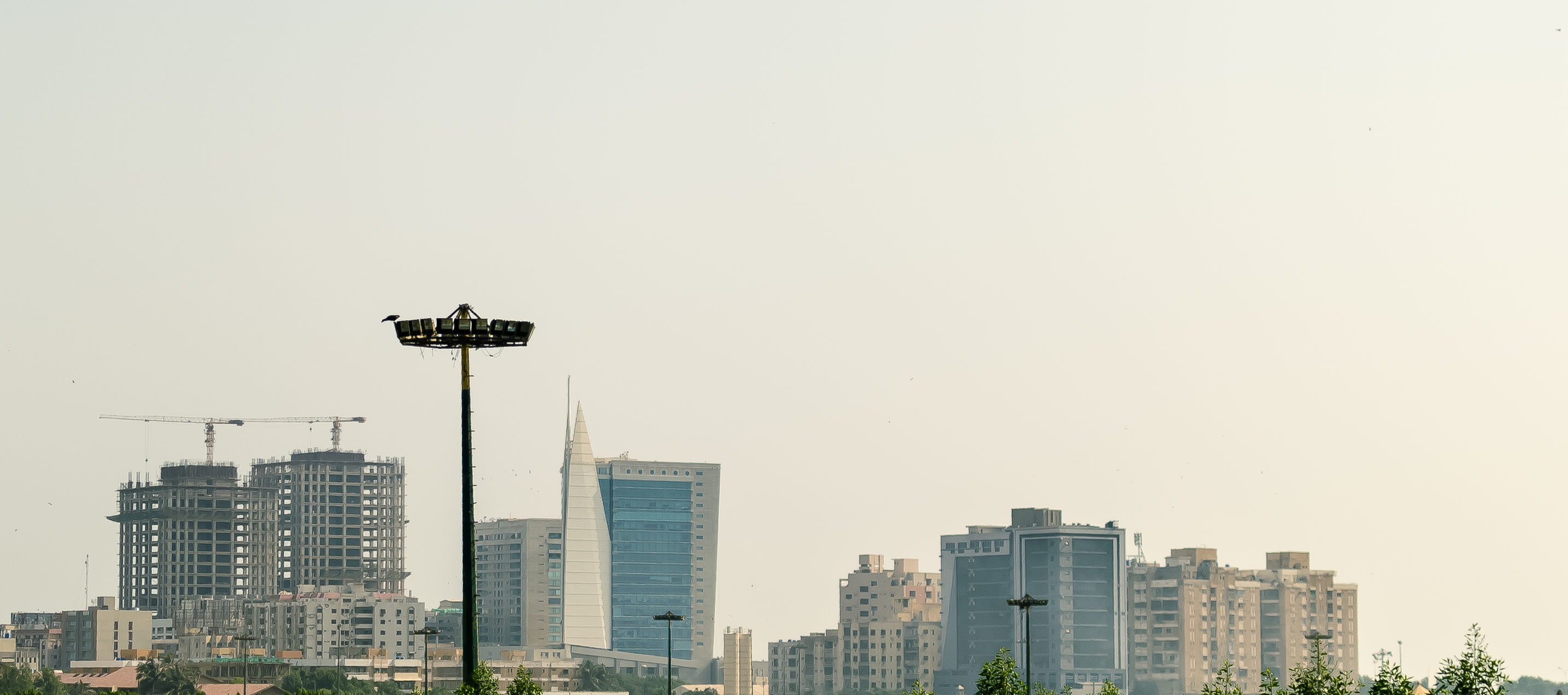
カラチのスカイライン
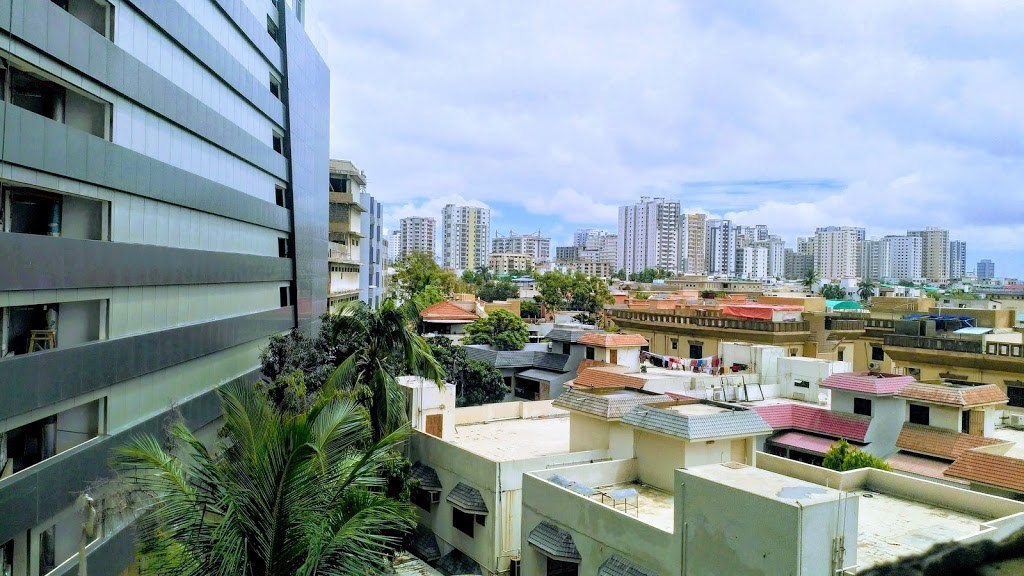
カラチのスカイライン
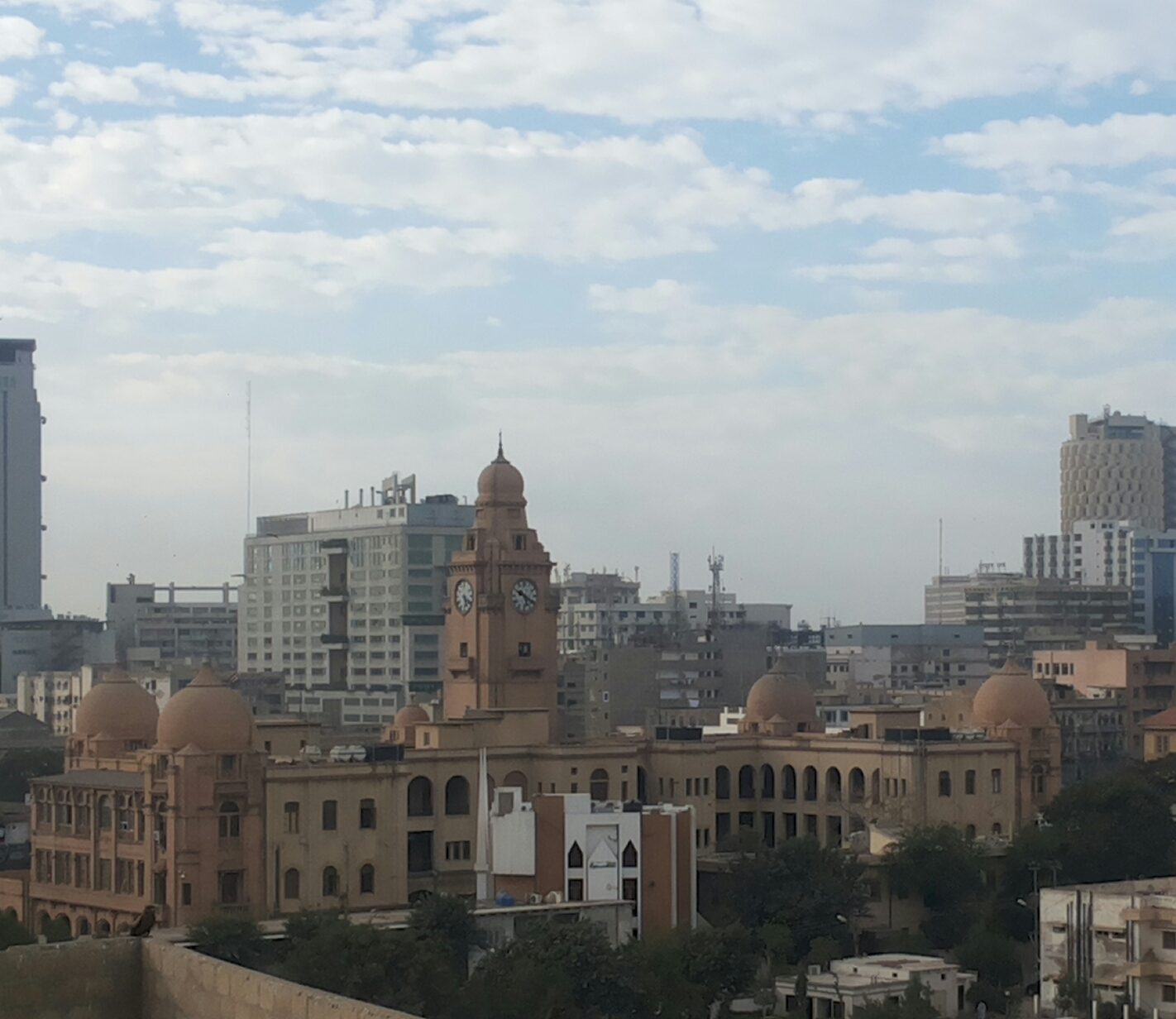
カラチ中心市街地
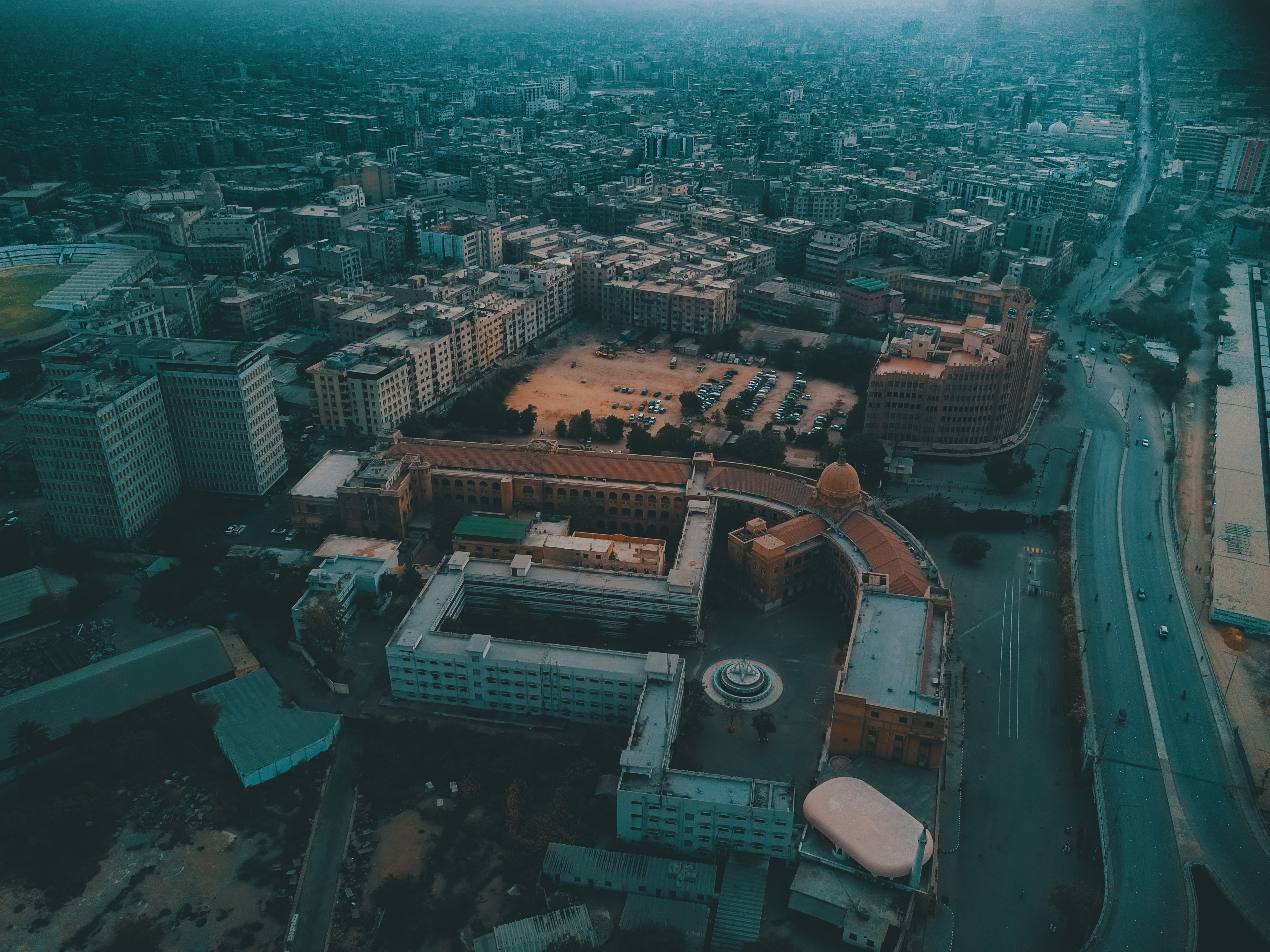
カラチポートトラストビル
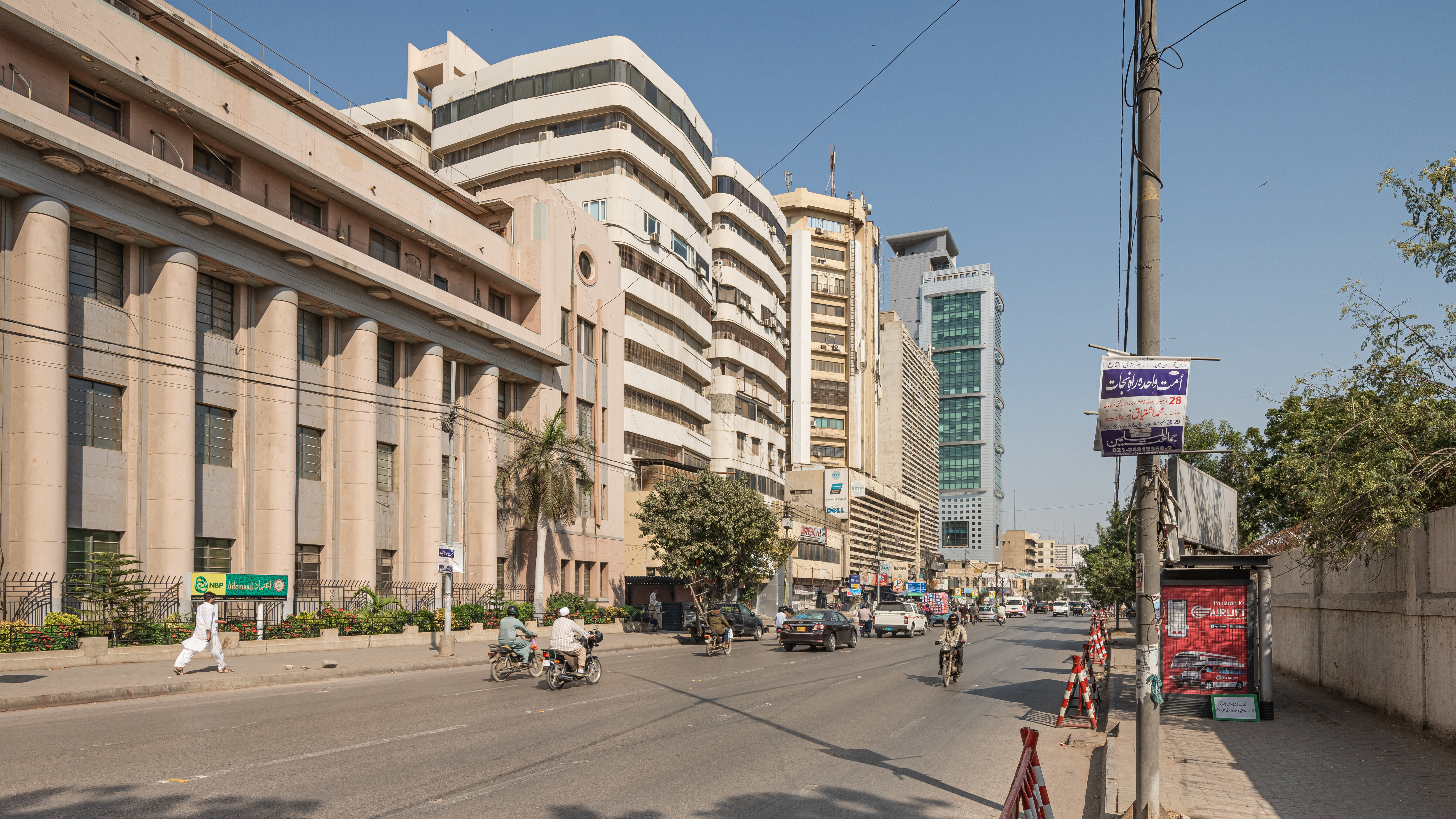
I. I. Chundrigar Road。銀行や金融業者の集まるパキスタン経済の中心地
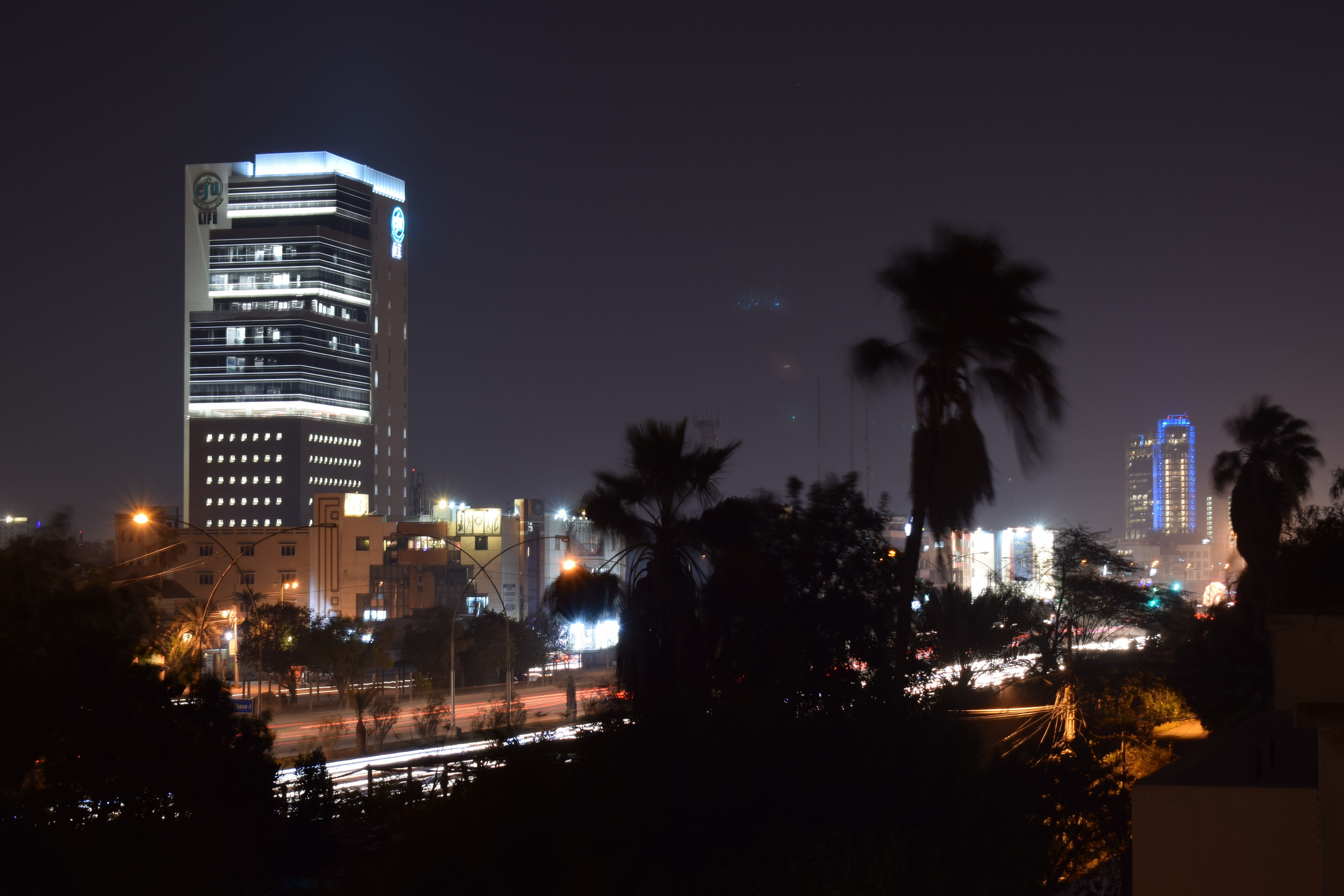
カラチの夜景
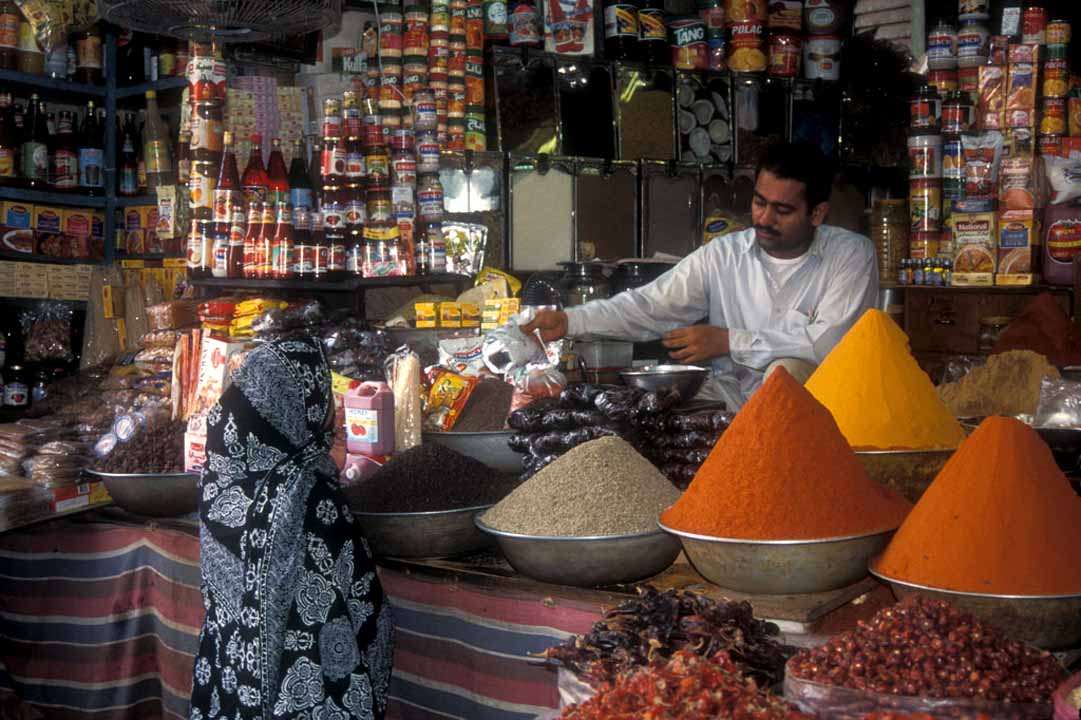
カラチの食料品店
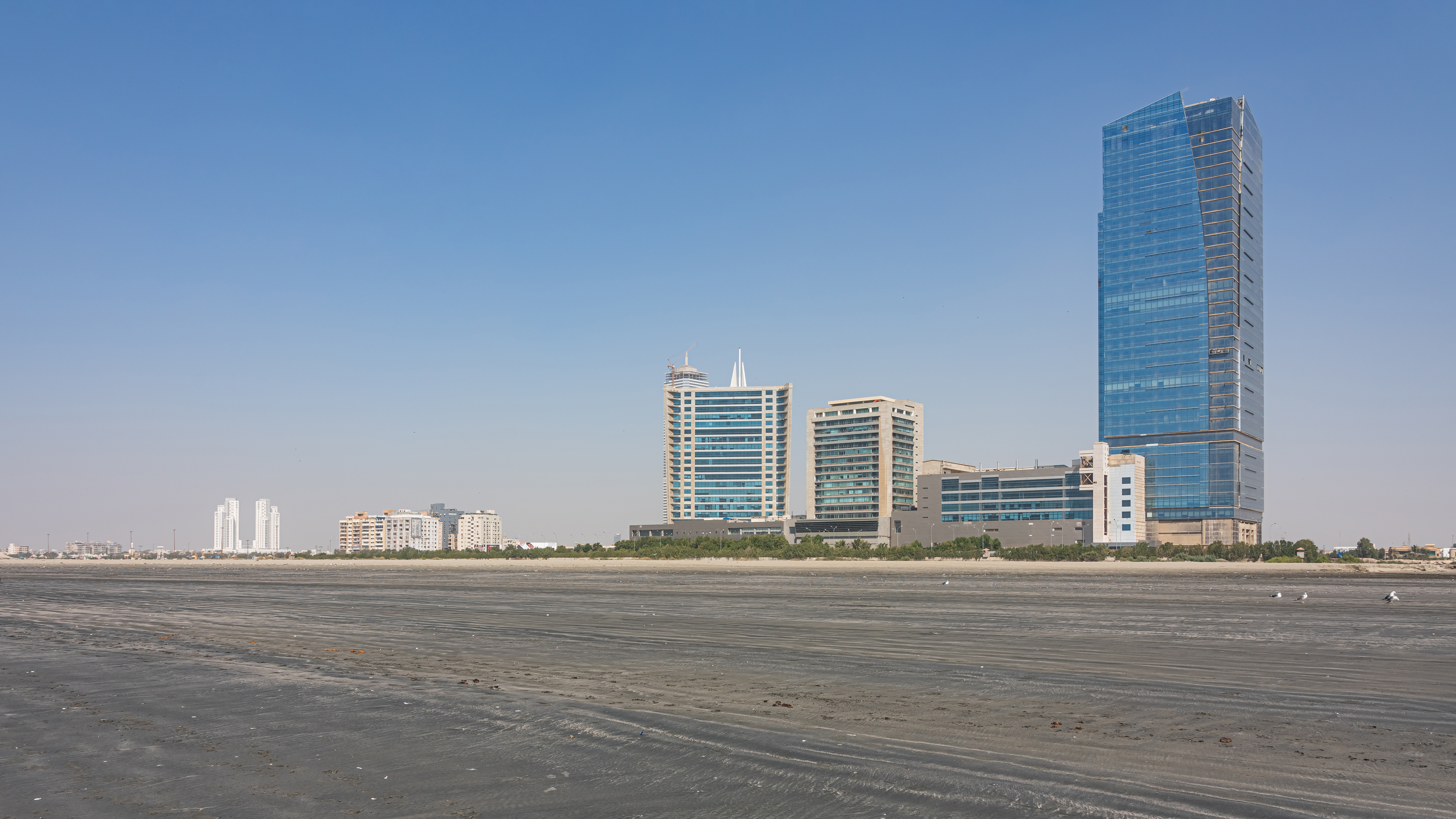
クリフトンビーチ
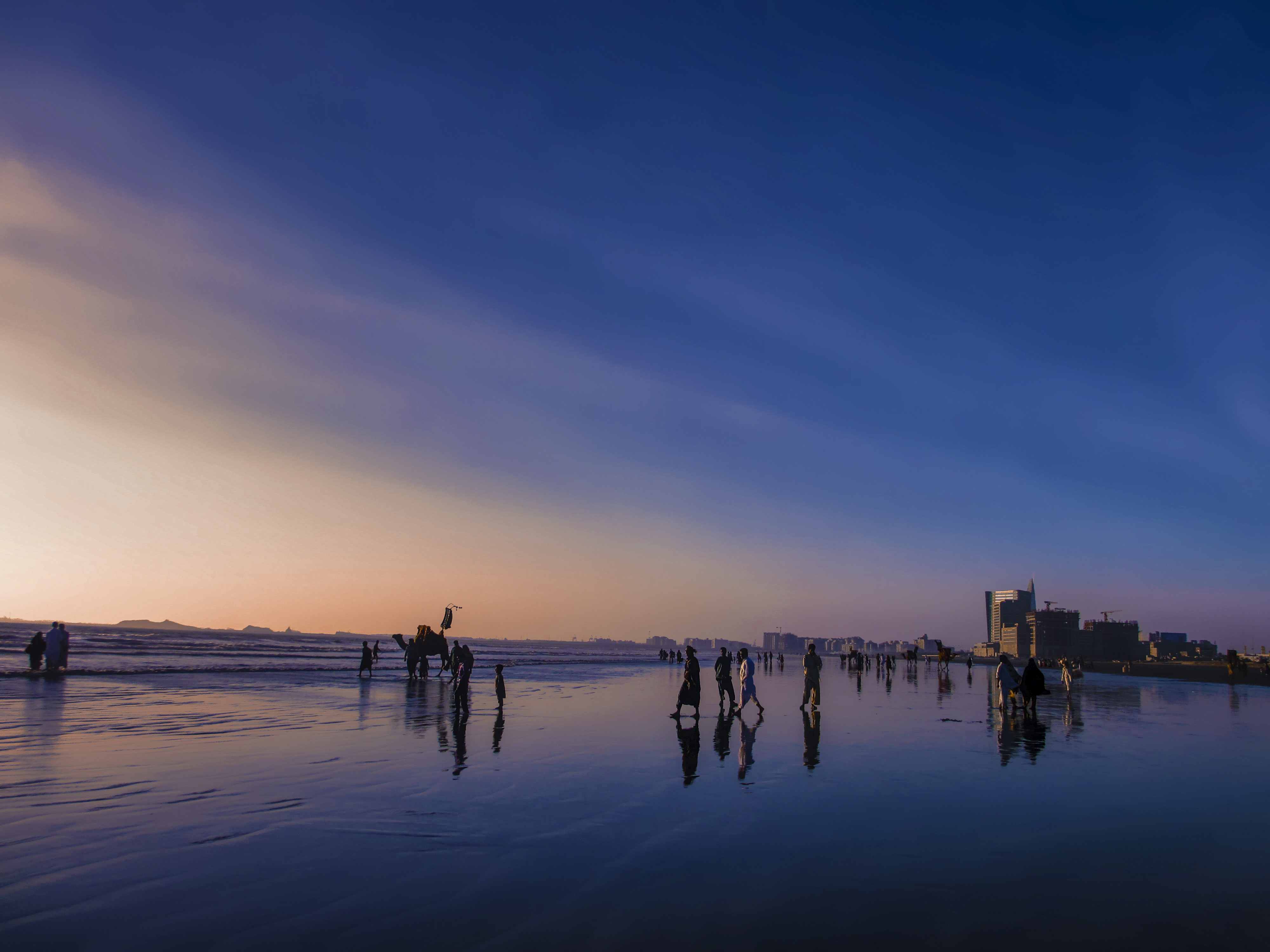
クリフトンビーチ
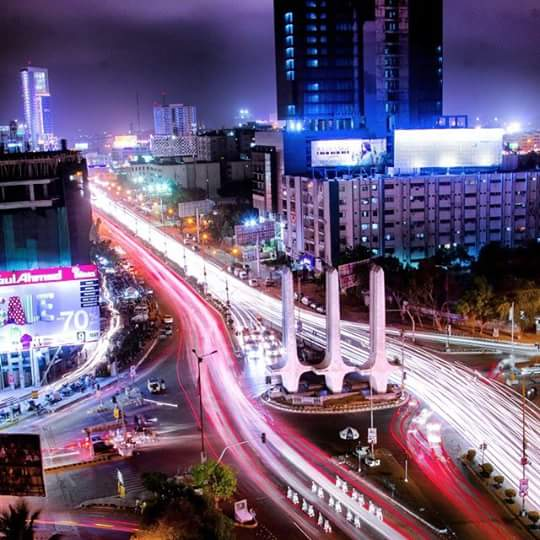
クリフトン
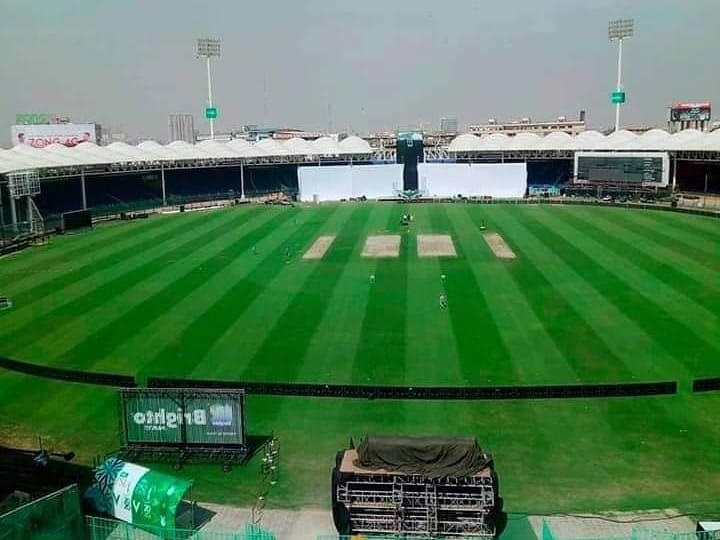
カラチ国立競技場